# Chrysopogon zizanioides
Espèce
Classification phylogénétique
Chrysopogon zizanioides, le vétiver, est une espèce de plantes monocotylédones de la famille des Poaceae, sous-famille des Panicoideae, originaire de l'Inde. Cette espèce est aussi connue sous les noms scientifiques de Vetiveria zizanioides ou Anatherum zizanioides, Andropogon muricatus ou encore Andropogon squarrosus, noms encore acceptés par certains auteurs mais rejetés par des études récentes.
Cette espèce herbacée est la principale espèce de vétivers.

## Description
Chrysopogon zizanioides est une plante herbacée vivace, cespiteuse, au port dressé, qui peut atteindre 1,5 mètre de haut et former des touffes aussi larges.
Les pousses (talles) issues de la couronne souterraine confèrent à la plante une résistance au gel et au feu, et lui permettent de survivre à une forte pression de pâturage.
Les tiges (chaumes) sont dressées et rigides. Elles peuvent résister à un courant d'eau profond. La plante peut survivre jusqu'à deux mois dans l'eau claire.
Les feuilles longues, fines et plutôt raides, peuvent atteindre 1,5 m de long et 8 mm de large..
Contrairement à la plupart des graminées, qui forment un  système racinaire en tapis qui se propage horizontalement, celui du vétiver, finement structuré et très puissant, croît vers le bas, pouvant atteindre 3 à 4 mètres de profondeur dès la première année de croissance.
Le vétiver n'a ni stolons ni rhizomes. En raison de toutes ces caractéristiques, le vétiver est très résistant à la sécheresse et peut aider à protéger les sols contre l'érosion en nappe. En cas de dépôt de sédiments, de nouvelles racines peuvent se développer à partir de nœuds enterrés. 
L'inflorescence est une panicule de 15 à 30 cm de long qui présente des ramifications verticillées de 25 à 50 mm de long. Les épillets, de couleur pourpre brunâtre, sont disposés par paires. Les fleurons présentent trois étamines.

## Distribution
Elle est originaire d'Asie : Inde, Pakistan, Sri Lanka, Birmanie, Thaïlande et Indochine.
Elle est naturalisée dans d'autres régions (sub)tropicales, notamment aux États-Unis. Elle est notamment cultivée en Haïti, en Inde, et sur l'île de la Réunion.

## Utilisation
Cette espèce est utilisée pour lutter contre l'érosion du sol et n'est en aucun cas envahissante.
On extrait de la racine de cette plante par distillation à la vapeur une huile essentielle aromatique à l'odeur forte et tenace utilisée en parfumerie ou savonnerie. Elle est d'ailleurs parfois qualifiée de « faux-patchouli ». Elle sert de note de fond aux parfums ou à préserver les vêtements de laine ou de fourrure des attaques des insectes.

## Taxinomie

### Étymologie
Le nom générique « Chrysopogon » dérive de deux racines grecques, χρυσός chrysos (or, doré) et πώγων pogon (barbe), en référence à la couleur des arêtes ou aux poils brun-doré du callus de certaines espèces de ce genre.
L'épithète spécifique « zizanioides » dérive de Zizania, nom d'un genre proche de graminées, avec le suffixe -oides d'origine grecque (οειδες - oeidês), "qui ressemble à", plante ressemblant aux espèces du genre Zizania.

### Noms vernaculaires
- Vétiver, vetyver, vétivert, chiendent des Indes, chiendent odorant[5].

### Synonymes
Selon The Plant List :
- Agrostis verticillata Lam. nom. illeg., (1753)
- Anatherum muricatum (Retz.) P.Beauv. , (1812)
- Anatherum zizanioides (L.) Hitchc. & Chase , (1917)
- Andropogon aromaticus Roxb. ex Schult. nom. inval. , (1824)
- Andropogon muricatum Retz. [variante orthogr.] , (1783)
- Andropogon muricatus Retz. , (1783)
- Andropogon nardus Blanco nom. illeg., (1837)
- Andropogon odoratus Steud. nom. inval., (1840)
- Andropogon zizanioides (L.) Urb. , (1903)
- Chamaeraphis muricata (Retz.) Merr. , (1923)
- Holcus zizanioides (L.) Stuck. , (1904)
- Oplismenus abortivus Roem. & Schult. nom. inval. (1817)
- Phalaris zizanioides L. , (1771) (basionyme)
- Rhaphis muricata (Retz.) Steud. nom. inval., (1854)
- Rhaphis zizanioides (L.) Roberty , (1954)
- Sorghum zizanioides (L.) Kuntze , (1891)
- Vetiveria arundinacea Griseb. , (1864)
- Vetiveria muricata (Retz.) Griseb. , (1864)
- Vetiveria odorata Virey , (1927)
- Vetiveria odoratissima Lem.-Lis. , (1822)
- Vetiveria zizanioides (L.) Nash , (1903)
- Vetiveria zizanioides var. tonkinensis A.Camus , (1919)